# Août 2021
Août 2021 est le huitième mois de l'année 2021.

## Événements
- 23 juillet au 8 août : jeux olympiques d'été de 2020 (reportés) à Tokyo, au Japon.
- 1er août :
  - référendum mexicain de 2021.
  - en Nouvelle-Zélande, la Première ministre Jacinda Ardern présente officiellement ses excuses à la communauté des insulaires du Pacifique pour les Dawn Raids, une série de descentes de police dans les années 1970 qui ont ciblé et expulsé des insulaires du Pacifique accusés d'avoir dépassé leur visa de travail.
- 3 août : au Mali, 37 personnes sont tuées et plusieurs autres blessées dans un accident de la circulation près de la ville de Ségou, dans le centre du pays, a indiqué le gouvernement malien[1].
- 6 août :
  - les incendies en Grèce, débutés en juillet, affectent fortement l’environnement et les riverains ;
  - le Forum des îles du Pacifique s'ouvre avec le président américain Joe Biden s'adressant au sommet, après avoir été invité par le président fidjien Frank Bainimarama. Biden a exhorté les États fédérés de Micronésie à le rejoindre après s'être retirés en raison des désaccords concernant l'élection d'Henry Puna au poste de secrétaire général.
  - le Hezbollah tire vingt roquettes sur le nord d'Israël depuis le Liban, son plus gros barrage depuis une guerre de 2006 et pour la deuxième fois en une semaine ; les Forces de défense israéliennes ripostent avec de l'artillerie[2].
  - Les taliban prennent Zarandj, chef lieu de la province afghane de Nimroz. Il s'agit de la première capitale provinciale à tomber sous leur contrôle depuis le début de leur offensive généralisée, le 1er mai 2021.
- 7 août : Dans le cadre de leur offensive généralisée lancée en mai, les taliban s'emparent de Chéberghân, étendant ainsi leur autorité à l'ensemble de la province afghane de Djozdjan.
- 8 août :
  - cérémonie de clôture de la XXXIIe olympiade et transmission du drapeau olympique au président du CIO, Thomas Bach, qui le remet à Anne Hidalgo, maire de Paris.
  - les forces rwandaises et mozambicaines reprennent la ville de Mocímboa da Praia, le dernier bastion rebelle de la province de Cabo Delgado. Le Rwanda avait envoyé 1 000 soldats pour aider le Mozambique à combattre l'insurrection qui a commencé en 2017[3].
  - au Mali, plus de cinquante civils ont été tués dans quatre localités du nord, situées non loin de la frontière avec le Niger. Les « terroristes », terminologie officielle pour désigner les jihadistes, sont accusés d’être les auteurs de ces attaques meurtrières[4].
  - Dans le cadre de leur offensive généralisée lancée en mai, les taliban font main basse sur trois capitales provinciales du nord de l'Afghanistan : Sar-é Pol (Sar-é Pol), Kondoz (Kondoz) et Tâloqân (Takhar)
- 9 août :
  - le Groupe d'experts intergouvernemental sur l'évolution du climat publie le sixième rapport d'évaluation sur l'état des connaissances sur le changement climatique et ses effets[5].
  - en Algérie, une cinquantaine d’incendies « d’origine criminelle » et attisés par un épisode de canicule ont débuté dans la soirée dans le nord de l’Algérie, notamment en Kabylie, tuant 71 personnes[6].
- 9 au 15 août : Tour de Pologne 2021.
- 11 août : en Éthiopie, les rebelles tigréens et oromo s’allient contre Addis-Abeba. Les deux mouvements annoncent avoir conclu une coopération militaire, tandis que le gouvernement éthiopien a décrété la mobilisation générale[7].
- 12 août : élections législatives et présidentielle et municipales en Zambie. Le scrutin présidentiel aboutit à une alternance, avec victoire d'Hakainde Hichilema dès le premier tour sur le président sortant Edgar Lungu.
- 13 août : le Pentagone annonce qu'il enverra des troupes américaines en Afghanistan, à l'aéroport international de Kaboul, pour aider à évacuer le personnel de l'ambassade des États-Unis. Le porte-parole du département d'État américain, Ned Price, a annoncé que l'ambassade resterait ouverte[8].
- 14 août : un séisme de magnitude 7,2 survient en Haïti et cause la mort de plus d'un millier de personnes.
- 14 août au 5 septembre : Tour d'Espagne 2021.
- 15 août : en Afghanistan, le président afghan Ashraf Ghani quitte le pouvoir à la suite de la prise de Kaboul, permettant aux talibans de rétablir l'émirat islamique d'Afghanistan disparu en 2001.
- 16 août : 
  - en Malaisie, le Premier ministre Muhyiddin Yassin démissionne de ses fonctions, entraînant l'effondrement du gouvernement de coalition au pouvoir Perikatan Nasional. Muhyiddin Yassin Yassin reste le Premier ministre par intérim jusqu'à la formation d'un nouveau gouvernement.
  - Un massacre de civils a été perpétré dans l’ouest du Niger, proche du Mali, par des djihadistes présumés, fais au moins 37 morts[9].
- 18 août : au Burkina Faso, au moins 47 personnes ont trouvé la mort lorsqu’un convoi de militaires et de civils a été pris pour cible par des hommes armés dans le nord du pays ; 58 terroristes ont également été tués[10].
- 18 au 20 août : Massacres de Gida Ayana dans la région d'Oromia, en Éthiopie : plus de 250 morts.
- 19 août : au Mali, onze soldats maliens ont été tués et dix blessés, la plupart grièvement, au cours d'une embuscade imputée aux jihadistes dans le centre du pays, d'après l'armée malienne[11].
- 20 août : une évaluation des Nations unies rapporte qu'en Afghanistan, les talibans effectuent des « visites ciblées de porte-à-porte » à la recherche d'opposants et de leurs familles ayant travaillé pour le bloc occidental[12].
- 21 août :
  - Ismail Sabri Yaakob prête serment en tant que neuvième Premier ministre de Malaisie[13].
  - Au Niger, dix-sept personnes ont été tuées lors d'une attaque de présumés jihadistes contre un village de la région de Tillabéri dans l'ouest du pays, dans la zone dite des « trois frontières »[14].
- 22 août : en France, le président Emmanuel Macron annonce l'entrée au Panthéon de la chanteuse, danseuse, actrice, meneuse de revue et résistante Joséphine Baker pour le 30 novembre.
- 24 août :
  - ouverture des Jeux paralympiques d'été à Tokyo ;
  - l'Algérie rompt ses relations diplomatiques avec le Maroc[15].
- 25 août : une fusillade près de l'ambassade de France à Dar es Salam, en Tanzanie, fait 5 morts (dont l'auteur) et 6 blessés.
- 26 août : des attentats à l'aéroport de Kaboul (Afghanistan) font des dizaines de morts.
- 30 août : fin du retrait des troupes américaines d'Afghanistan.
- 30 et 31 août : élection présidentielle en Estonie.
- 30 août au  12 septembre :  US Open de tennis 2021.